# Xilingolita
La xilingolita es un mineral de la clase de los minerales sulfuros, y dentro de esta pertenece al llamado “grupo de la ramdohrita-lillianita”. Fue descubierta en 1982 en Xilin Gol en la región de Mongolia Interior (China), siendo nombrada así por esta localidad. Un sinónimo es su clave: IMA1982-024.

## Características químicas
Es un sulfuro de plata y bismuto. Es dimorfo con la lillianita (Pb3-2xAgxBi2+xS6), químicamente similar pero con sistema cristalino ortorrómbico. Además de los elementos de su fórmula, suele llevar como impurezas: cinc, cobre, plata y antimonio.

## Formación y yacimientos
Se ha encontrado en un yacimiento de minerales del hierro tipo skarn.
Suele encontrarse asociado a otros minerales como: magnetita, esfalerita, pirrotita, pirita, arsenopirita, calcopirita, digenita, bornita, molibdenita, galena, bismuto nativo o bismutinita.